# 와로텐카
《와로텐카》(일본어: わろてんか)는 2017년 10월 2일부터 2018년 3월 31일까지 방송된 NHK 연속 TV 소설의 제97시리즈 작품이다.

## 등장인물

### 주인공
후지오카 텐 - 아오이 와카나 (어린 시절：아라이 미우)
본작의 주인공.

### 텐의 인생에 둘도 없는 사람들
키타무라 토키치 - 마츠자카 토리

타케이 후타 - 하마다 가쿠 (어린 시절：스즈키 후쿠)
텐의 사촌오빠.
이노 시오리 - 타카하시 잇세이
청년 기업인.

## 스태프
- 작 - 요시다 도모코
- 음악 - 요코야마 마사루
- 주제가 - 마츠 타카코 〈내일은 어디로부터 오는걸까?〉 (아리오라 재팬)
- 연출 - 모토키 가즈히로, 히가시야마 미쓰히로, 가와노 히데아키, 다카하시 유카코
- 제작 통괄 - 고토 다카히사

## 방송 일자
| 주 | 회        | 방송일                        | 부제                                  | 연출                                | 시청률 |
| -- | --------- | ----------------------------- | ------------------------------------- | ----------------------------------- | ------ |
| 1  | 01 - 06   | 2017년 10월 02일 ~ 10월 07일  | 웃으면 안돼 わろたらアカン            | 모토키 가즈히로                     | 20.8%  |
| 2  | 07 - 012  | 0 10월 09일 ~ 10월 14일       | 아버지의 웃음 父の笑い                | 모토키 가즈히로                     | 19.4%  |
| 3  | 013 - 018 | 0 10월 16일 ~ 10월 21일       | 一生笑わしたる                        | 모토키 가즈히로                     | 18.8%  |
| 4  | 019 - 024 | 0 10월 23일 ~ 10월 28일       | 절약의 부인 始末屋のごりょんさん      | 히가시야마 미쓰히로                 | 20.4%  |
| 5  | 025 - 030 | 0 10월 30일 ~ 11월 04일       | 웃음을 장사 笑いを商売に              | 히가시야마 미쓰히로                 | 20.0%  |
| 6  | 031 - 036 | 0 11월 06일 ~ 11월 11일       | 두 사람의 꿈 요세 ふたりの夢の寄席    | 가와노 히데아키                     | 20.0%  |
| 7  | 037 - 042 | 0 11월 13일 ~ 11월 18일       | 후초테이, 날개 짓. 風鳥亭、羽ばたく   | 모토키 가즈히로                     | 20.5%  |
| 8  | 043 - 048 | 0 11월 20일 ~ 11월 25일       | 웃음을 파는 길 笑売の道               | 히가시야마 미쓰히로                 | 19.6%  |
| 9  | 049 - 054 | 0 11월 27일 ~ 12월 02일       | 女のかんにん袋                        | 가와노 히데아키                     | 20.2%  |
| 10 | 055 - 060 | 0 12월 04일 ~ 12월 09일       | 웃음의 신 笑いの神様                  | 호사카 게이타                       | 20.0%  |
| 11 | 061 - 066 | 0 12월 11일 ~ 12월 16일       | 우리도 말 われても末に                | 호사카 게이타                       | 20.9%  |
| 12 | 067 - 072 | 0 12월 18일 ~ 12월 23일       | 웃음 오사카 봄의 진 お笑い大阪 春の陣 | 모토키 가즈히로 다카하시 유카코     | 20.2%  |
| 13 | 073 - 076 | 0 12월 25일 ~ 12월 28일       | 엣삿사 소녀조 エッサッサ乙女組        | 히가시야마 미쓰히로 나카이즈미 게이 | 20.1%  |
| 14 | 073 - 076 | 2018년 0 1월 04일 ~ 01월 06일 | 모두의 꿈 みんなの夢                  | 히가시야마 미쓰히로 나카이즈미 게이 | 18.4%  |
| 15 | 080 - 085 | 01월 08일 - 01월 13일         | 울면 안돼 泣いたらあかん              | 가와노 히데아키                     | 19.4%  |
| 16 | 086 - 091 | 01월 15일 - 01월 20일         | 웃음의 새로운 시대 笑いの新時代       | 가와노 히데아키                     | 20.2%  |
| 17 | 092 - 097 | 01월 22일 - 01월 27일         | 계속, 와로텐카 ずっと、わろてんか     | 모토키 가즈히로                     | 19.9%  |
| 18 | 098 - 103 | 01월 29일 - 02월 03일         | 여자 흥행사 텐 女興行師てん           | 모토키 가즈히로                     | 21.0%  |
| 19 | 104 - 109 | 02월 05일 - 02월 10일         | 최고의 콤비 最高のコンビ              | 스즈키 코                           | 21.0%  |
| 20 | 110 - 115 | 02월 12일 - 02월 17일         | 아가의 난심 ボンのご乱心              | 스즈키 코                           | 20.5%  |
| 21 | 116 - 121 | 02월 19일 - 02월 24일         | 조그만 사랑 이야기 ちっちゃな恋の物語 | 히가시야마 미쓰히로                 | 20.7%  |
| 22 | 122 - 127 | 02월 26일 - 03월 03일         | 꿈을 잇는 사람 夢を継ぐ者             | 히가시야마 미쓰히로                 | 20.5%  |
| 23 | 128 - 133 | 03월 05일 - 03월 10일         | 와로텐카대가 간다 わろてんか隊がゆく  | 가와노 히데아키                     | 19.5%  |
| 24 | 134 - 139 | 03월 12일 - 03월 17일         | 이루지 못한 꿈 見果てぬ夢             | 호사카 게이타                       | 20.5%  |
| 25 | 140 - 145 | 03월 19일 - 03월 24일         | 안녕 키타무라쇼텐 さらば北村笑店      | 스즈키 코                           | 19.9%  |
| 26 | 146 - 151 | 03월 26일 - 03월 31일         | 모두 와로텐카 みんなでわろてんか      | 히가시야마 미쓰히로                 | 19.9%  |

## 스핀오프
《러브 & 만자이~LOVE and MANZAI》의 제목으로 2018년 4월 21일 BS 프리미엄에서 방송되었다.
1. 후타의 질투
2. 리리코의 보디가드
3. 카에데의 사랑 미궁
4. 의절의 피날레